# Prokurator (serial telewizyjny)
Prokurator – polski telewizyjny serial kryminalny w reżyserii Jacka Filipiaka i Macieja Pieprzycy, wyprodukowany w 2015 przez ATM Grupa, emitowany od 3 września do 5 listopada 2015 w TVP2. 
7 marca 2016 serial otrzymał Polską Nagrodę Filmową Orzeł 2016 w kategorii najlepszy filmowy serial fabularny.

## Fabuła
Akcja serialu rozgrywa się w Warszawie. Tytułowy bohater, prokurator Kazimierz Proch, prowadzi wraz z komisarzem Policji Witoldem Kielakiem śledztwa dotyczące samobójstw lub zabójstw, które miały miejsce m.in. w pobliżu elektrociepłowni Żerań, w studiu Polskiego Radia, pokoju hotelowym (według miejskiej legendy objętym klątwą), Muzeum Powstania Warszawskiego, na scenie teatralnej (podczas spektaklu) czy w szpitalu. W tle przewijają się prywatne losy Procha – zaginięcie przed kilkunastoma laty jego syna, oraz Kielaka – związek z byłą żoną i opieka nad dziećmi.

## Obsada
- Jacek Koman – prokurator Kazimierz Proch
- Wojciech Zieliński – komisarz Policji Witold Kielak
- Magdalena Cielecka – patolog Ewa Siedlecka
- Dorota Kolak – prokurator Janina Chorko
- Magdalena Turczeniewicz – Małgorzata Kielak, była żona Witolda Kielaka
- Janusz Michałowski – technik policyjny Henryk Skarżyński „Dziadek”
- Cezary Kosiński – technik policyjny Grzegorz Polak
- Agata Wątróbska – „Trinity”, informatyk policyjna
- Małgorzata Rożniatowska – Hela, kelnerka w barze „Bambino”
- Gabriela Świerczyńska – Maja Kielak, córka Małgorzaty i Witolda
- Eryk Pratsko – Bartek Kielak, syn Małgorzaty i Witolda

## Emisja
Serial emitowany był w czwartki o godz. 21.45 bądź o godz. 22.05. Średnia oglądalność Prokuratora wyniosła 1,06 mln widzów.